# Monte San Simeone
Der Monte San Simeone (friulanisch: Mont di Sant Simeon) ist ein freistehender Berg in den italienischen Südalpen in Friaul-Julisch Venetien. Nach Norden und Osten fällt er steil ins Tal des Tagliamento ab, nach Westen zum Cavazzo-See, und im Süden steht nur mehr der niedrigere Vorberg Monte Brancot vor der Venezianischen Tiefebene. Von Süden führt eine kurvenreiche, kurz vor dem Ersten Weltkrieg errichtete Militärstraße bis zu einer kleinen Hochebene mit einigen Ferienhäusern. Von dort aus kann der Gipfel fast ganzjährig über einen einfachen Wanderweg erreicht werden.

## Karten & Literatur
- Casa Editrice Tabacco Srl (Hg.): Cartografia 1:25.000, Blatt 13: Prealpi Carniche, Val Tagliamento[4]
- Helmut Lang: Rother Wanderführer Friaul-Julisch Venetien. Bergverlag Rother, Oberhaching, 2017, ISBN 978-3-7633-4364-5.
- Esther Kinsky: Rombo. Suhrkamp Verlag, Berlin, 2022, ISBN 978-3-5184-3057-6.

## Bilder

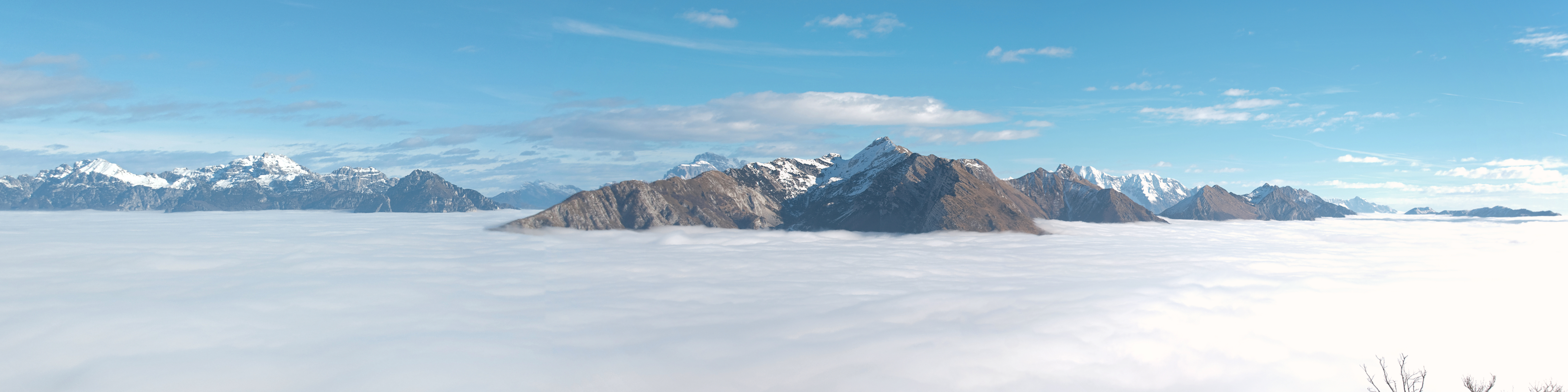
Panorama der Karnischen und Julischen Alpen vom Gipfel des Monte San Simeone